# Prigorje
Prigorje è un'area della Croazia che si estende principalmente intorno alla città di Zagabria e in particolare lungo le pendici meridionali dei monti Medvednica, fino al fiume Sava.
L'area confina a sud-ovest con Žumberak, ad est con la Moslavina, ad ovest con la città di Harmica, e a nord-est con San Giovanni Zelina, mentre leggermente a nord di Zelina si trova Kolnički, ancora parte integrante di Prigorje.
Anche durante il Medioevo l'area era considerata parte di Zagabria. Fino a quarant'anni fa Progorje era considerato il centro delle colline Kasina, mentre ora tale posizione geografica appartiene a San Giovanni Zelina.